# 13. poprawka do Konstytucji Stanów Zjednoczonych

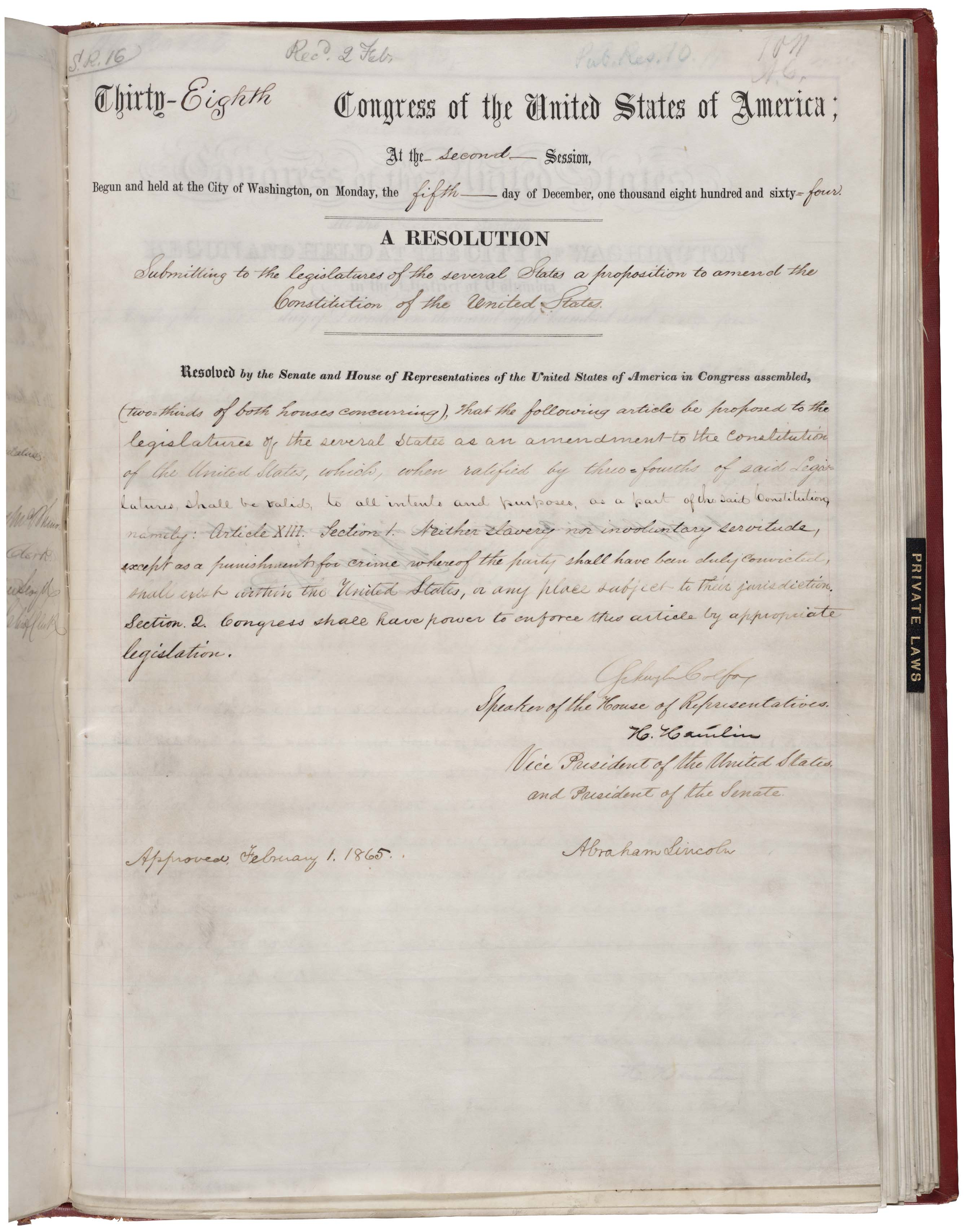
Oryginał 13. poprawki do Konstytucji Stanów Zjednoczonych

13. poprawka do Konstytucji Stanów Zjednoczonych dotyczy zniesienia niewolnictwa i robót przymusowych. Została uchwalona przez Kongres Stanów Zjednoczonych 31 stycznia 1865 i weszła w życie 18 grudnia 1865 roku.
Prezydent Abraham Lincoln częściowo zniósł niewolnictwo wydając Proklamację Emancypacji, która weszła w życie 1 stycznia 1863 roku i obowiązywała wyłącznie na terenie Skonfederowanych Stanów Ameryki. Także wiele stanów, których Proklamacja Emancypacji nie dotyczyła, zniosły niewolnictwo na poziomie legislacji stanowej. W chwili wejścia w życie 13. poprawki jedynymi stanami, w których niewolnictwo było jeszcze zalegalizowane były Delaware, Kentucky, Missouri, Maryland i New Jersey. Istniało jednak przekonanie, że Proklamacja Emancypacji mogła być widziana tylko jako tymczasowy akt prawny wprowadzony na potrzeby wojny secesyjnej i 13. poprawka miała zapewnić zniesienie niewolnictwa na stałe.

## Treść poprawki
W oryginale poprawka stanowi, że:

Section 1. Neither slavery nor involuntary servitude, except as a punishment for crime where of the party shall have been duly convicted, shall exist within the United States, or any place subject to their jurisdiction.
Section 2. Congress shall have the power to enforce this article by appropriate legislation.

co można przetłumaczyć jako:

§ 1. Nie będzie w Stanach Zjednoczonych lub jakimkolwiek miejscu podległym ich władzy ani niewolnictwa, ani przymusowych robót, chyba że jako kara za przestępstwo, którego sprawca został prawidłowo skazany.
§ 2. Kongres ma prawo zabezpieczyć wykonanie niniejszego artykułu przez odpowiednie ustawodawstwo.

## Ratyfikacja[1]

### Kolejność ratyfikacji 13. poprawki przez stany
Zgodnie z trybem ratyfikacji poprawek przewidzianym w piątym artykule Konstytucji Stanów Zjednoczonych 13. poprawka weszła w życie wraz z ratyfikacją jej przez trzy czwarte stanów. Ponieważ w dniu jej zaproponowania przez Kongres w skład Unii wchodziło 36 stanów, zatem poprawka weszła w życie wraz z ratyfikacją jej przez 27 stanów. Miało to miejsce 6 grudnia 1865 roku, gdy ratyfikowała ją Georgia. Już po wejściu w życie poprawka została jeszcze symbolicznie przyjęta przez pozostałe 9 stanów, w tym 130 lat później, w 1995 roku, przez stan Missisipi.
| Lp. | Stan                | Data ratyfikacji       |
| --- | ------------------- | ---------------------- |
| 1   | Illinois            | 1 lutego 1865(dts)     |
| 2   | Rhode Island        | 2 lutego 1865(dts)     |
| 3   | Michigan            | 3 lutego 1865(dts)     |
| 4   | Maryland            | 3 lutego 1865(dts)     |
| 5   | Nowy Jork           | 3 lutego 1865(dts)     |
| 6   | Pensylwania         | 3 lutego 1865(dts)     |
| 7   | Wirginia Zachodnia  | 3 lutego 1865(dts)     |
| 8   | Missouri            | 6 lutego 1865(dts)     |
| 9   | Maine               | 7 lutego 1865(dts)     |
| 10  | Kansas              | 7 lutego 1865(dts)     |
| 11  | Massachusetts       | 7 lutego 1865(dts)     |
| 12  | Wirginia            | 9 lutego 1865(dts)     |
| 13  | Ohio                | 10 lutego 1865(dts)    |
| 14  | Indiana             | 13 lutego 1865(dts)    |
| 15  | Nevada              | 16 lutego 1865(dts)    |
| 16  | Luizjana            | 17 lutego 1865(dts)    |
| 17  | Minnesota           | 23 lutego 1865(dts)    |
| 18  | Wisconsin           | 24 lutego 1865(dts)    |
| 19  | Vermont             | 9 marca 1865(dts)      |
| 20  | Tennessee           | 7 kwietnia 1865(dts)   |
| 21  | Arkansas            | 14 kwietnia 1865(dts)  |
| 22  | Connecticut         | 4 maja 1865(dts)       |
| 23  | New Hampshire       | 1 lipca 1865(dts)      |
| 24  | Karolina Południowa | 13 listopada 1865(dts) |
| 25  | Alabama             | 2 grudnia 1865(dts)    |
| 26  | Karolina Północna   | 4 grudnia 1865(dts)    |
| 27  | Georgia             | 6 grudnia 1865(dts)    |
| 28  | Oregon              | 8 grudnia 1865(dts)    |
| 29  | Kalifornia          | 19 grudnia 1865(dts)   |
| 30  | Floryda             | 28 grudnia 1865(dts)   |
| 31  | Iowa                | 15 stycznia 1866(dts)  |
| 32  | New Jersey          | 23 stycznia 1866(dts)  |
| 33  | Teksas              | 18 lutego 1870(dts)    |
| 34  | Delaware            | 12 lutego 1901(dts)    |
| 35  | Kentucky            | 18 marca 1976(dts)     |
| 36  | Missisipi           | 1995(dts) tr           |

### Kolejność odrzucenia 13. poprawki przez stany
W procesie ratyfikacji, 13. poprawka została odrzucona przez 4 stany: New Jersey, Delaware, Kentucky i Missisipi, jednak po jej wejściu w życie, także i te stany przyjęły ją symbolicznie w ponownym głosowaniu.
| Lp. | Stan       | Data odrzucenia     |
| --- | ---------- | ------------------- |
| 1   | Delaware   | 8 lutego 1865(dts)  |
| 2   | Kentucky   | 24 lutego 1865(dts) |
| 3   | New Jersey | 16 marca 1865(dts)  |
| 4   | Missisipi  | 5 grudnia 1865(dts) |